# Hercostomus lictor
Hercostomus lictor är en tvåvingeart som beskrevs av Octave Parent 1937. Hercostomus lictor ingår i släktet Hercostomus och familjen styltflugor.
Artens utbredningsområde är Kongo-Kinshasa. Inga underarter finns listade i Catalogue of Life.